# Kenth Eldebrink
Kenth Eldebrink, född 14 maj 1955 i Morjärv i Töre församling, är en svensk före detta spjutkastare vars främsta merit är bronset i olympiska sommarspelen 1984. Han tävlade för Södertälje IF.
Eldebrink hade sin storhetstid som spjutkastare i början av 1980-talet när han tillhörde världseliten i grenen. Karriärens höjdpunkt är OS-bronset i Los Angeles 1984. Hans personliga rekord sattes 1983 och är 91,14 m. Åren efter OS-bronset kom att kantas av skador och sedan nya spjutet hade introducerats 1986 valde Eldebrink att runda av karriären.
Han är far till tvillingarna Elin och Frida Eldebrink och deras fem år äldre syster Sofia. Hans bror är ishockeytränaren, fd ishockeyspelaren, Anders Eldebrink.

## Meriter
Svensk rekordhållare i spjut 1981 till 1985 samt förste svensk över 90 meter.
- EM 1978 – utslagen i kvaltävlingen
- EM 1982 – 11:e plats
- VM 1983 – 6:e plats
- OS 1984 – brons

## Karriär (spjutkastning )
1977 vann Eldebrink sitt första SM i spjut, på 80,90. 
1978 deltog han i Europamästerskapen i Prag, utan att avancera till final.
SM vann han även 1979, 1982 och 1984, på 86,92, 85,82 resp. 83,28. 
Den 23 juni 1981 satte Eldebrink svenskt rekord med exakt 90,00 meter och slog därmed Leif Lundmarks rekord från 1979. Därmed blev Eldebrink förste svensk över 90,00 meter.
1982 deltog han också i Europamästerskapen i Aten där han placerade sig på 11:e plats.
Vid det första VM i friidrott 1983 i Helsingfors placerade han sig på sjätte plats med 83,28.
Den 4 september 1983 bättrade Eldebrink på sitt svenska rekord till 91,14. Rekordet sattes i sista omgången i Finnkampen och innebar dessutom att han vann spjuttävlingen som förste svensk sedan 1960, dvs 23 år. Resultatet var det sjunde bästa i världen det året. Eldebrink vann även spjutkastningen i Finnkampen 1984. Det svenska rekordet skulle han sedan förlora till Dag Wennlund 1985. 
Vid de Olympiska Sommarspelen i Los Angeles 1984 vann han bronsmedaljen med 83,72.
Han blev Stor grabb nr 321 år 1982.